# Josef Velenovský
Josef (Joseph) Velenovský, född 4 april 1858 i  Čekanice i Österrike-Ungern, död 7 maj 1949 i Mnichovice i Tjeckoslovakien, var en tjeckoslovakisk botaniker och politiker. Auktorsnamnet Velen. kan användas för Josef Velenovský i samband med ett vetenskapligt namn inom botaniken; se Wikipediaartiklar som länkar till auktorsnamnet.
Velenovský var professor vid Karlsuniversitetet i Prag mellan 1892 och 1927. Han intresserade sig särskilt för mykologi, pteridologi, bryologi, filosofi och undervisning.

## Publikationer
- Die Gymnospermen der böhmischen Kreideformation, 1885

## Eponymer
- Alsine tenuifolia, var. Velenovskyi, Rohl
- Apiaceae: Carum velenovskyi Rohlena
- Asteraceae: Centaurea velenovskyi Adamović
- Asteraceae: Crepis velenovskyi Domin
- Asteraceae: Cyanus velenovskyi (Adamović) Wagenitz & Greuter
- Asteraceae: Hieracium velenovskyi Freyn
- Asteraceae: Jurinea velenovskyi Podp.
- Asteraceae: Mulgedium velenovskyi Urum.
- Asteraceae: Senecio velenovskyi Borbás
- Boraginaceae: Anchusa velenovskyi (Gușul.) Stoj.
- Boraginaceae: Anchusa velenovskyi (Gușul.) Stoj. var. stojanovii Kožuharov
- Boraginaceae: Myosotis velenovskyi Domin
- Boraginaceae: Onosma velenovskyi Davidov
- Cactaceae: Echinocactus velenovskyi Fric.
- Cactaceae: Notocactus velenovskyi Frič
- Cactaceae: Notocactus velenovskyi Y.Itô
- Caryophyllaceae: Cerastium velenovskyi Hayek
- Caryophyllaceae: Minuartia velenovskyi Hayek
- Caryophyllaceae: Sabulina velenovskyi (Rohlena) Dillenb. & Kadereit
- Convallariaceae: Polygonatum velenovskyi Rohlena
- Crassulaceae: Diopogon velenovskyi (Ceschm.) H.Jacobsen
- Crassulaceae: Jovibarba velenovskyi (Cesmedzijev) Holub
- Crassulaceae: Sempervivum velenovskyi Ceschm.
- Cyperaceae: Carex velenovskyi Domin
- Euphorbiaceae: Euphorbia velenovskyi Bornm.
- Euphorbiaceae: Tithymalus velenovskyi (Bornm.) Soják
- Lamiaceae: Scutellaria velenovskyi Rech.f.
- Lamiaceae: Thymus velenovskyi Rohlena
- Leguminosae: Astragalus velenovskyi Nábělek
- Leguminosae: Chrysaspis velenovskyi (Vandas) Hendrych
- Poaceae: Koeleria velenovskyi Domin
- Primulaceae: Primula velenovskyi Fritsch
- Rosaceae: Geum × velenovskyi Borbás
- Rosaceae: Potentilla velenovskyi Hayek
- Rosaceae: Pyrus × velenovskyi Dostálek
- * Hybridföröldrar Pyrus spinosa Forssk. och Pyrus pyraster Medik.
- Rubiaceae: Galium velenovskyi Ančev
- Salicaceae: Salix velenovskyi Servit
- Scrophulariaceae: Verbascum velenovskyi Horak
- Scrophulariaceae: Veronica velenovskyi Uechtr.	ex Bornm.
- Thymelaeaceae: Daphne velenovskyi Halda
- Valerianaceae; Centranthus velenovskyi Vandas